# Libřice
Libřice (en allemand : Libschitz) est une commune du district de Hradec Králové, dans la région de Hradec Králové, en République tchèque. Sa population s'élevait à 303 habitants en 2022.

## Géographie
Libřice se trouve à 14 km au nord-est de Hradec Králové et à 112 km à l'est-nord-est de Prague.
La commune est limitée par Lejšovka à l'ouest et au nord, par Jasenná au nord, par Králova Lhota à l'est, et par Výrava et Černilov au sud.

## Histoire
La première mention écrite de la localité date de 1356.

## Galerie

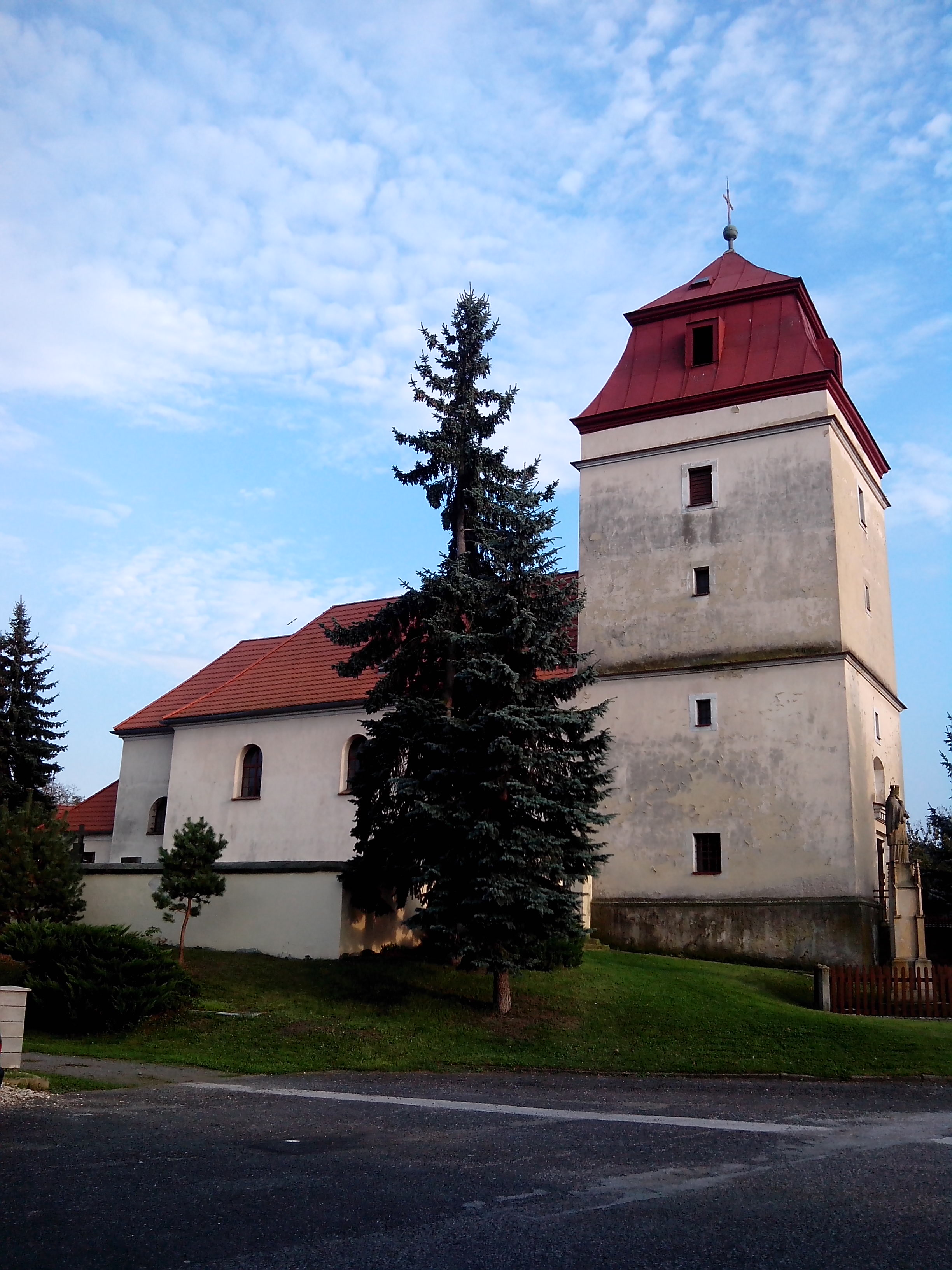
Église Saint-Michel.
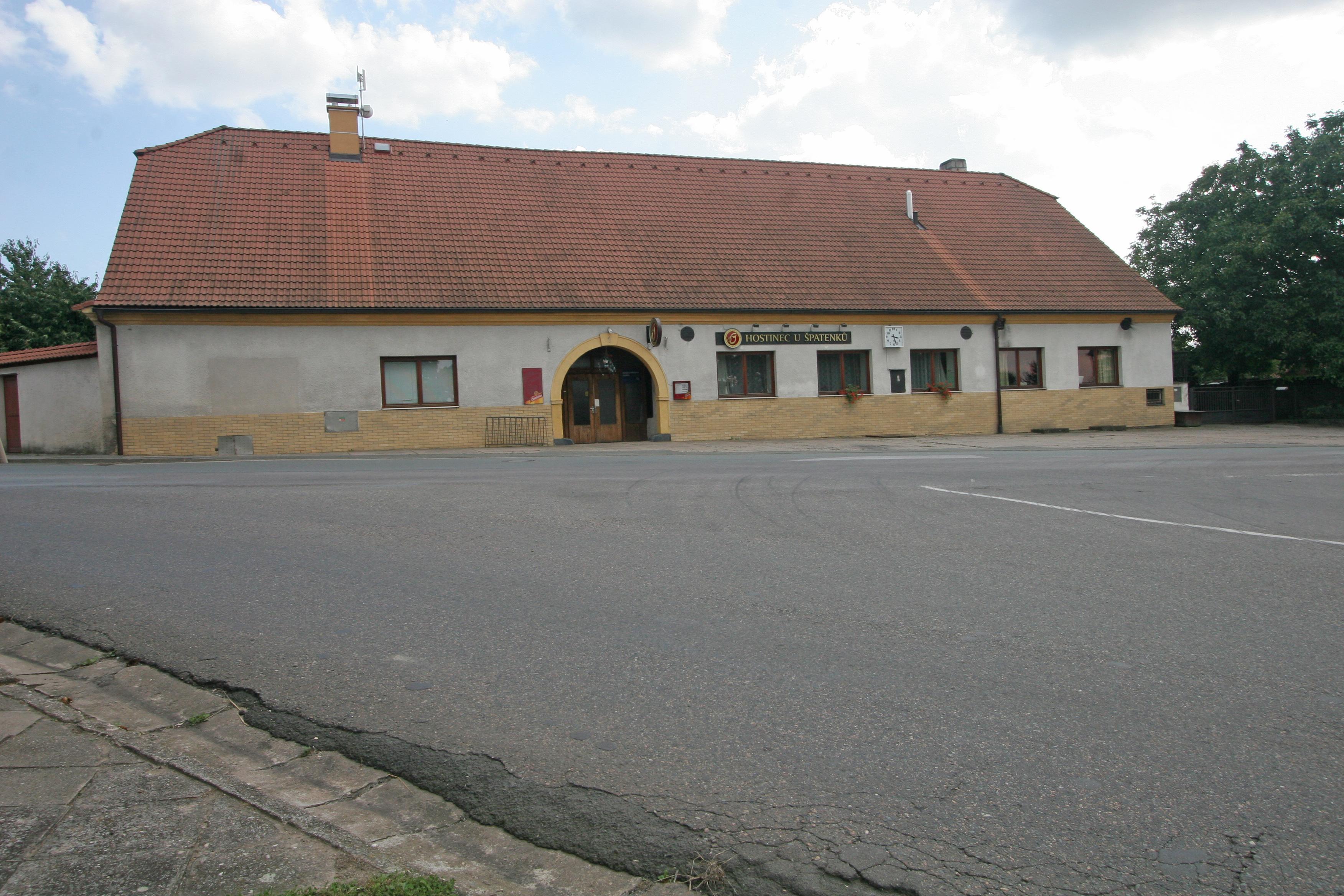
Restaurant à Libřice.

## Transports
Par la route, Libřice se trouve à 7,5 km de Smiřice, à 14 km de Hradec Králové et à 134 km de Prague. 